# Keiran Lee
Keiran Lee (født Adam Diksa den 15. januar 1984) er en britisk pornografisk skuespiller, direktør og producent, der primært arbejder for pornografisk produktionsvirksomhed Brazzers. Hans penis var forsikret for $1 million i 2012 af Brazzers. Han har udført i over 3.500 pornovideoer i sin karriere. Han er en af de højest betalte pornografiske aktører. Han har modtaget flere priser for sine film, herunder AVN Award for Favorite Male Performer i 2017 og UK Adult Film and Television Award for Bedste Mandlige Skuespiller i 2007.

## Priser
- 2017 - AVN Award for Favorite Male Performer.[1]
- 2007 - UK Adult Film and Television Award for Bedste Mandlige Skuespiller.[2]

## Eksterne links
- Wikimedia Commons har flere filer relateret til Keiran Lee
- Keiran Lee på Internet Movie Database (engelsk)
- Keiran Lee på Instagram
- Keiran Lee på Internet Movie Database (engelsk)
- Keiran Lee på The Movie Database (engelsk)
- Keiran Lee på Adult Film Database (engelsk)
- Keiran Lee på Internet Adult Film Database (engelsk)